# Bartolomeu Anania
Bartolomeu Anania (nascido Valeriu Anania, 18 de março de 1921 - 31 de janeiro de 2011) foi um religioso, tradutor e escritor romeno, bispo da Igreja Ortodoxa Romena.